# 達許·漢密特
達許·漢密特（Samuel Dashiell Hammett，1894年5月27日—1961年1月10日），美國作家，推理小說子類型“冷硬派”的開山宗師之一。他創作的不朽故事人物包括《馬爾他之鷹》(The Maltese Falcon)裡的山姆‧史培德(Sam Spade)，《瘦人》(The Thin Man)裡面的Nick and Nora Charles，還有《紅色收穫》(Red Harvest)和《丹恩咒詛》(The Dain Curse)裡面的“大陸偵探社無名探員”(the Continental Op)。

## 早期生活
達許·漢密特出生於馬里蘭州西岸的南馬里蘭州的聖瑪利縣。他父親是理查德·汤马斯·汉密特，母親是安妮·邦德·戴许。達許在家中排行第二，上有姐姐阿龙尼亚，下有弟弟理查德。他分別在費城和巴爾的摩長大。達許十三歲輟學，接著數年間做了好幾份工作，後來加入位於巴爾的摩的「平克頓偵探事務所」。1915年至1921年期間，除了在參加第一次世界大戰期間，他在平克頓事務所任職。但是，代辦處在聯合罷工事件中的角色使他的夢幻破滅了。〈在蒙大拿，弗蘭克·利特爾（Frank Little）(激進派「世界產業工人聯盟」的主導組織者)被狠毒地謀殺了。平克頓的代辦處人員被認為有介入這事件，雖然罪行從未被解決了。〉在第一次世界大戰期間，達許被徵召入美軍，並且在美國馬達救護車軍團服務。但是後來因西班牙流感病了，並且得了結核病。因此在戰爭期間，他只能在美國一家醫院養病。在醫院中他認識了一位護士並與她結婚，還在1921年與1926年生了兩個女兒。因他的結核病，他無法與太太與小孩同住，婚姻不久也破裂了。以後他開始喝酒，做廣告，和最終開始寫作。他在偵探所的工作為他的寫作提供了靈感。

## 晚期生活
1931年，漢密特與編劇丽莲·海尔曼開始交往(直至他逝世)。1934年，他寫了他最後的小說，和用他剩餘的人生獻身於左派行動主義。在30年代，他是一個強烈的反法西斯主義者，並且1937年他加入了美國共產黨。在1942年，在美國加入第二次世界大戰後，漢密特被徵入美國陸軍。雖然他是第一次世界大戰的一個殘疾退伍軍人，患有結核病，但他通過私人關係終被錄取入伍。他在第二次世界大戰中大多數時間在阿留申群島擔任陸軍中士，在那裡他編輯一份軍隊報紙。退役時，他患了肺氣腫。 
在第二次世界大戰以後，漢密特加入了紐約民權國會(被部分共產主義陣線認為是左派組織)。當四個與這組織有關的共產主義者被拘捕了，漢密特為他們的保釋金籌集金錢。當被告出逃，他被傳訊去問關於他們的下落，在1951年，在拒絕對法院提供資訊後，他因蔑視法庭而被監禁了6個月。在50年代期間，他被美國國會調查。雖然他表明自己所作的活動，但他拒絕洩漏美國共產主義者的身分，和是好萊塢黑名單。他在審判的拒絕作證四名共產主義者是共謀，結果導致他被送到監獄五個月。
漢密特在被診斷出肺癌的二個月後，在紐約的萊諾克斯小山醫院因逝世。作為二次世界大戰的退伍軍人，他被埋葬了在阿靈頓國家公墓。1975年，作家Joe Gores出版《漢密特》小說裡虛構版本的作者是一個尋找自平克頓老同事——幫助漢密特解決扯拽他進1936年舊金山討嫌地帶的案件。1982年，由Wim Wenders導演的《漢密特》(影片版本)被發布了。

## 作品
- 紅色收穫 (Red Harvest) (出版於1929年2月1日)
- 丹恩咒詛 (The Dain Curse) (出版於1929年7月19日)
- 馬爾他之鷹(其他譯名：黑獄巢梟或馬耳他黑鷹) (The Maltese Falcon) (出版於1930年2月14日)
- 玻璃鑰匙 (The Glass Key) (出版於1931年4月24日)
- 瘦子 (The Thin Man) (出版於1934年1月8日)
- 黯夜女子 (Woman in the Dark: A Novel of Dangerous Romance) (於1933年分三期連載於在雜誌《Liberty》)
- 螺絲起子 (The Big Knockover) (收集短篇故事)
- 大陸偵探社 (The Continental Op) (收集短篇故事)
- Nightmare Town (收集短篇故事)
- Complete Novels (Steven Marcus, ed.) (美國書庫 （页面存档备份，存于）, 1999年) ISBN 1-883011-67-1
- Crime Stories and Other Writings (Steven Marcus, ed.) (美國書庫 （页面存档备份，存于）, 2001年) ISBN 1-931082-00-6

## 未收集的作品
很多漢密特的短篇小說有數十年已遺失未發表。而很多最初發表在Black Mask Magazine的作者故事，由於涉及漢密特的版權問題都被扣壓再版。而麗蓮·海爾曼總是對漢密特的偵探小說持反很少的意見，不允許任何未在主流裡作品出版，這個是未知版權現在屬於誰。

## 引用
「漢密特把謀殺從威尼斯花瓶中解脫出來，然後丟到暗巷裡……他把謀殺交到那些有理由犯下罪行的人的手裡，不只是提供一具屍體；用的是唾手可得的器具，而不是手工精藝的決鬥手槍，箭毒或熱帶魚。」
雷蒙·錢德勒的「謀殺巧藝」
「多年來人们问了我很多次，為什麼汉密特在《瘦人》以後不再寫其他小說。我不知道，我認為，我只認為，我知道一些原因: 他想做新種類的工作；他病了好幾年，並且越來越病。但他是那種繼續他的工作，和他工作計畫的人，不喜歡談私人的事情，即使我曾問我都不會被回答，可能就是因為我從不去問，所以我可以和他生活到他生命的最後一天。」
麗蓮·海爾曼，在漢密特五本小說的編輯介紹

## 外部連結
- 達許·漢密特和山姆‧史培德的故居 （页面存档备份，存于） （英文）
- 冷硬派推理文體的第一大將：戴許·漢密特 （页面存档备份，存于） （中文）
- 達許·漢密特[永久] （中文）
- 戴許·漢密特生平年表 （中文）
- 達許·漢密特作品介紹 （中文）